# Arabista
Denomina-se arabista a um especialista em língua ou cultura árabe oriundo de um país não-árabe.
Considera-se que o arabismo iniciou-se na Península Ibérica durante a Idade Média, quando traduções de obras árabes foram realizadas nas cortes de reis como Afonso X de Castela.